# ۸۹۰ (خورشیدی)
۸۹۰ هشتصد و نودمین سال هجری خورشیدی است.

## رویدادها
- نیمه اول سال - بابر تیموری (مؤسس پادشاهی گورکانی هند) که هنوز به هند دست نیافته بود و قصد داشت که بر تخت پدران تیموری خود در ماوراءالنهر بنشیند، با کمک سپاهیان ایرانی سمرقند را از ازبکان گرفت و بر تخت نشست ولی به دلیل دوستی با ایرانیان شیعه، مورد نفرت مردم ماوراءالنهر قرار گرفت و پس از شکست از ازبکان از آنجا رانده شد.
- اواخر سال - شاه اسماعیل، نجم ثانی را به فرماندهی سپاه برای کمک به بابر برگزید و سرداران نامداری مانند زین العابدین صفوی، پیری بیگ قاجار و بادنجان سلطان روملو را همراه او کرد.
- اواخر اسفند - نجم ثانی از قم به سوی خراسان رهسپار شد.